# دوغلاس جونز (رياضياتي)
دوغلاس جونز (بالإنجليزية: Douglas Jones)‏ (و. 1922 – 2013 م) هو رياضياتي بريطاني، كان عضوًا في الجمعية الملكية، والجمعية الملكية لإدنبرة، توفي عن عمر يناهز 91 عاماً.

## التعليم
تعلم في Wolverhampton Grammar School ‏
.

## الخدمة العسكرية
خدم في سلاح الجو الملكي.

## جوائز
حصل على جوائز منها:
- Keith Medal [الإنجليزية]‏ (1971)
- عضو رتبة الإمبراطورية البريطانية
- زمالة الجمعية الملكية لإدنبرة